# Dobrolet
Dobrolet LLC (russe : ООО « Добролёт », transcrit en français Dobroliot) est une compagnie à bas prix russe filiale d'Aeroflot basée à l'Aéroport International de Sheremetyevo. De 2013 à 2014, elle a exploité des vols réguliers vers des destinations domestiques.

## Histoire

### Arrière-plan

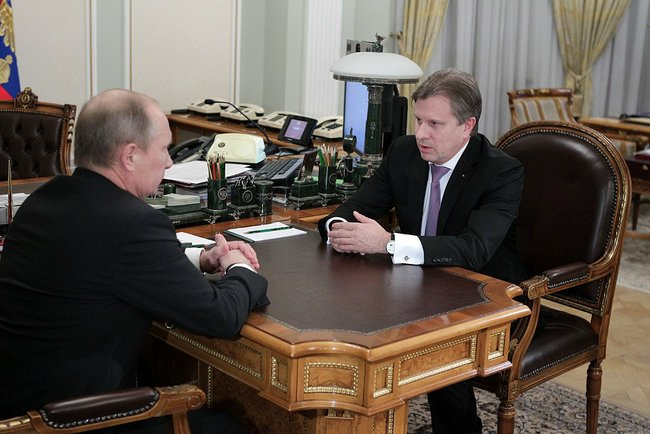
Le PDG d'Aeroflot Vitaly Savelyev rencontre le Président russe Vladimir Poutine à Novo-Ogaryovo en octobre 2012. Les discussions mènent à la création de Drobolet.

Sky Express a été la première tentative de compagnie aérienne low-cost russe. Les opérations de la compagnie ont débuté en 2007 et ont cessé en octobre 2011. Après avoir rencontré des difficultés financières, tous les avions et les vols ont été transférés à Kuban Airlines. De même, Avianova, fondée en 2009, et dont la croissance fut la plus rapide de toutes les low-cost russes, cesse ses activités vingt jours avant SkyExpress. La raison de cette chute est l'impossible résolution de conflits opposant ses actionnaires, le groupe russe A1 Investissements et Indigo Partners.

### Sanctions de l'Union Européenne et dissolution

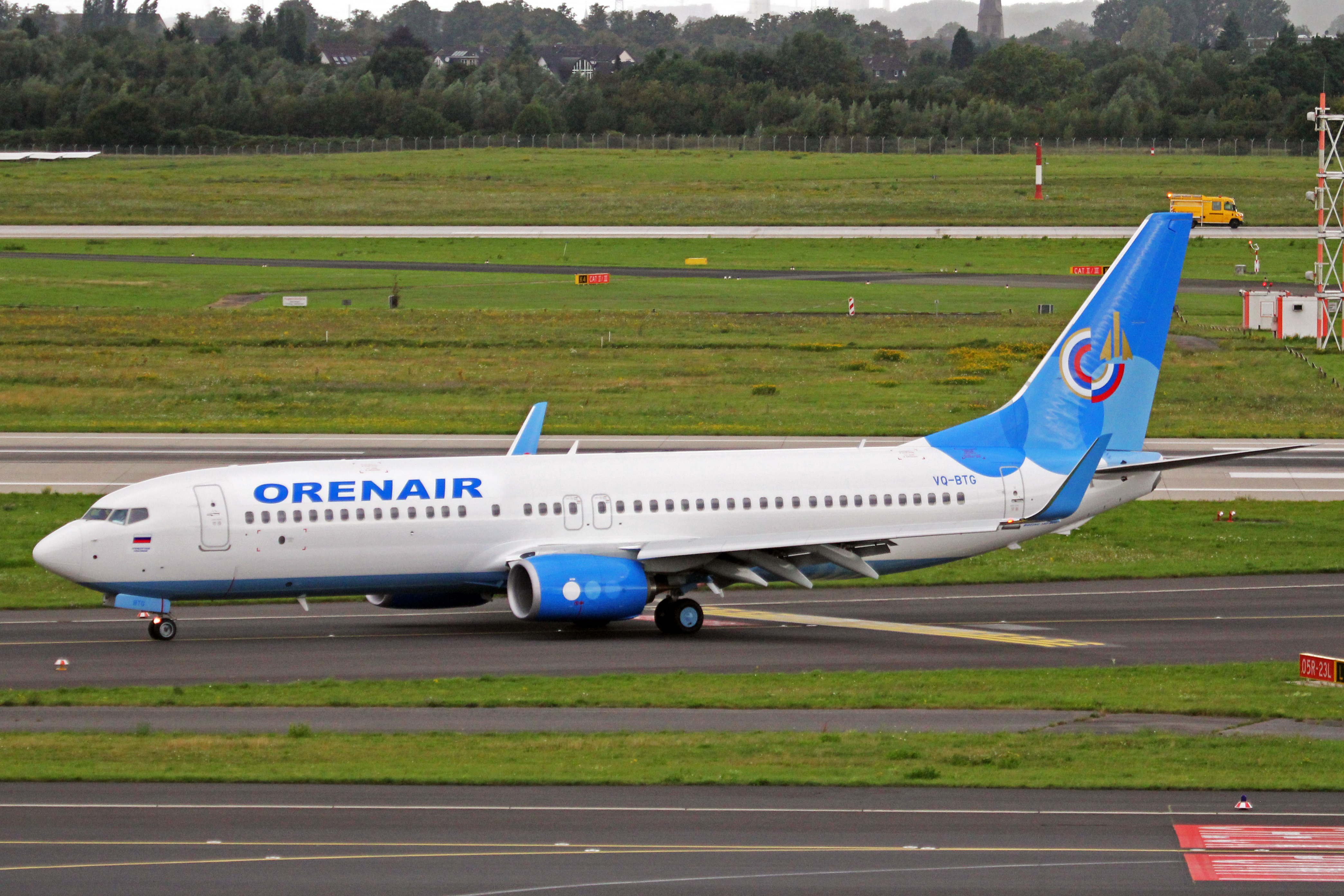
Après la dissolution, les aéronefs de Dobrolet ont été transférés à Orenair et mis en service sur ses lignes aériennes.L'image montre le Boeing 737-800 (VQ-BTG) à l'Aéroport de Düsseldorf le 18 août 2014 dans une livrée hybride Dobrolet-Orenair pendant un vol Orenair.

À la suite de l'accident du vol 17 de la Malaysia Airlines, le 17 juillet 2014, dans l'Est de l'Ukraine, l'Union Européenne ordonne le 30 juillet 2014 des sanctions supplémentaires contre les individus et entités russes, dont Dobrolet. L'Union Européenne justifie ces sanctions contre la compagnie aérienne en raison de son appartenance au gouvernement Russe. Dobrolet exploite alors une ligne Moscou-Simferopol qui, selon les autorités européennes, a favorisé l'annexion de la Crimée et de Sébastopol par la Russie. De plus, l'Union Européenne juge les vols vers la Crimée comme étant une violation de la souveraineté ukrainienne.
En conformité avec les sanctions de l'UE, les partenaires européens de Dobrolet ont commencé à annuler les contrats couvrant la location, la maintenance et l'assurance des appareils. La société irlandaise SMBC Aviation Capital a annulé des contrats de leasing pour un 737-800. Lufthansa Technik a annulé les accords de maintenance mécanique couvrant la flotte de Dobrolet[réf. souhaitée]. En raison des sanctions et de la fin des différents accords, la direction de la compagnie a annoncé le 3 août 2014 que toutes les opérations cesseraient dès le lendemain. Avec cette annonce, Dobrolet est devenue la première société à cesser ses activités en raison des sanctions de l'Union européenne, conduisant Moscou à menacer l'Europe de sanctions fermes.
Au moment de sa dissolution, la compagnie aérienne avait vendu 95 000 billets. Les détenteurs de billets pour les vols de Moscou-Simferopol et Moscou-Volgograd ont vu leurs vols assurés par Orenair, jusqu'au 15 septembre pour Simferopol et jusqu'au 20 août pour Volgograd. Les autres clients possédants des billets pour ces destinations après les dates limites ou pour les autres destinations de la compagnie ont été intégralement remboursés.
Néanmoins, le 6 août, la société a annoncé qu'elle avait commandé seize nouveaux Boeing 737-800 qui devaient être produits entre 2017 et 2018.

### Après la dissolution
Le 16 septembre 2014, Aeroflot annonce qu'elle a créé une nouvelle société, ООО « Бюджетный перевозчик » (en anglais : Budget Carrier, LLC), connue simplement comme Pobeda. Podeba a récupéré quelques avions de Dobrolet.

## Destinations
La société a desservi neuf destinations (en octobre 2014) :
 Russie
- Kazan – Aéroport International De Kazan
- Moscou – Sheremetyevo Aéroport International De
- Perm – Perm De L'Aéroport International De
- Samara – Kurumoch International Airport
- Simferopol – Aéroport International De Simferopol
- Surgut – Surgut De L'Aéroport International De
- Oufa – Ufa De L'Aéroport International De
- Volgograd – Volgograd Aéroport International De
- Ekaterinbourg – Koltsovo Airport

## Flotte
La flotte de Dobrolet comprenait les appareils suivants (en mai 2014) :